# My Heart Draws a Dream
"My Heart Draws a Dream" é o trigésimo segundo single da banda japonesa L'Arc~en~Ciel, lançado em 29 de agosto de 2007 e incluído no álbum Kiss. Atingiu a primeira posição na parada Oricon Singles Chart.

## Faixas
Todas as letras escritas por Hyde, todas as músicas compostas por Ken.
| N.º            | Título                                        | Duração |  |
| 1.             | "My Heart Draws a Dream"                      | 4:18    |  |
| 2.             | "Feeling Fine 2007" (P'unk~en~Ciel)           | 3:50    |  |
| 3.             | "My Heart Draws a Dream" (Hydeless Version)   | 4:17    |  |
| 4.             | "Feeling Fine 2007" (Tetsu P'unkless Version) | 3:50    |  |
| Duração total: | Duração total:                                | 16:17   |  |

## Desempenho

### Posição nas paradas
| Parada                       | Melhor posição | Vendas totais |
| ---------------------------- | -------------- | ------------- |
| Oricon Singles Chart Diária  | 1              |               |
| Oricon Singles Chart Semanal | 1              | 128.664       |

## Ficha técnica
- Hyde – vocais
- Ken – guitarra
- Tetsu – baixo
- Yukihiro – bateria